# Atropat

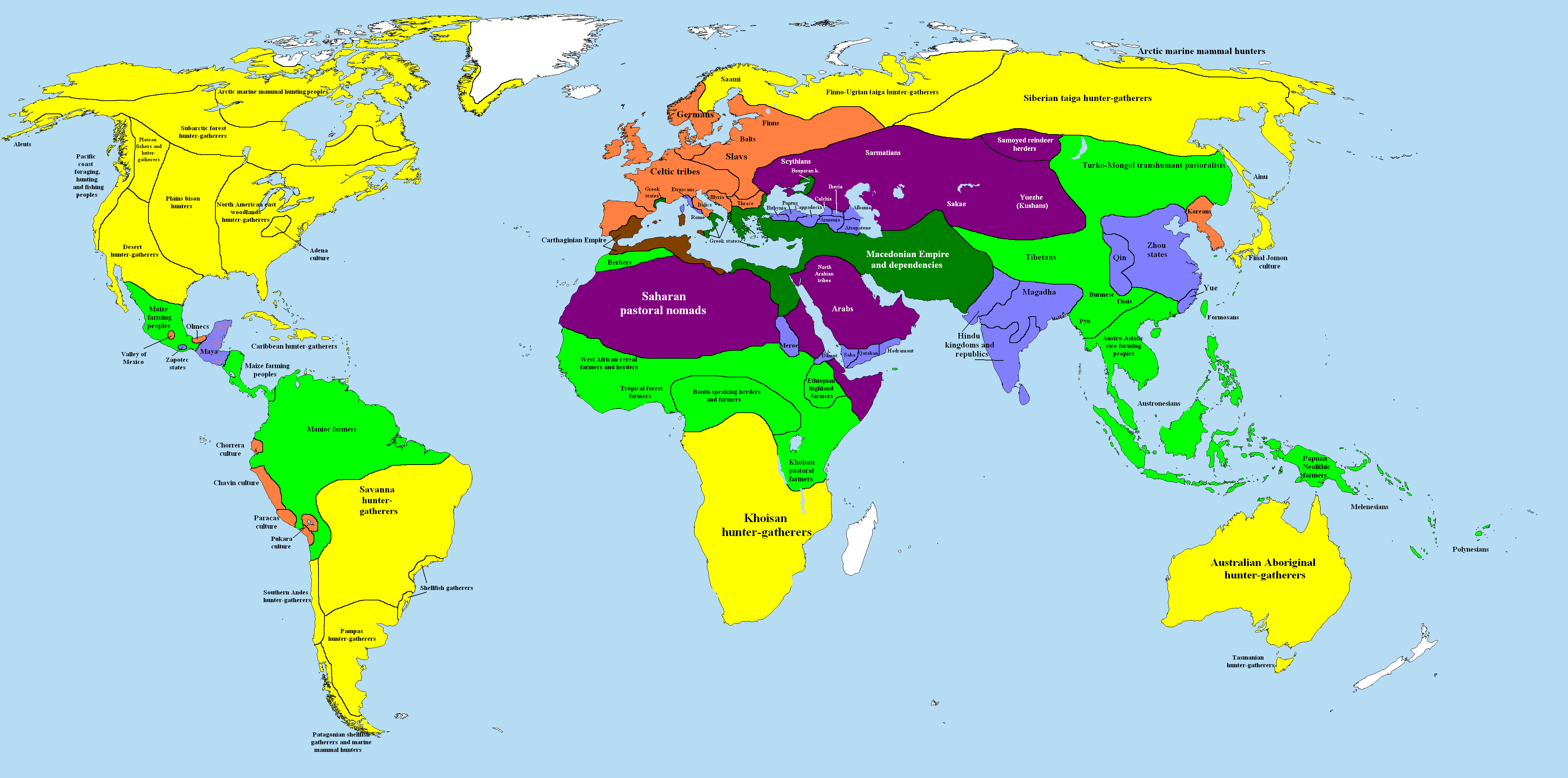
Imperiul lui Alexandru Macedon.

Atropat a fost un strateg și om de stat antic, fondatorul statului Atropatena, care și-a dat numele Azerbaidjanului actual.
În anii 20 ai aceluiași sec. IV î.e.n. în Azerbaidjanul de Sud, care ocupa partea teritoriului Mediei, satrapul Imperiului Persan (Ahemenid) Atropat a întemeiat statul de sine stătător Atropatena.
În anul 331 î.Hr. bătălia de la Issos s-a sfârșit cu destrămarea Imperiului Persan de către Alexandru Macedon. Maica, soția și două fiicele ale împăratului persan Darius au căzut prizoniere. În această bătălie se menționează pentru primă dată în sursele istorice numele satrapului (guvernătorului) Mediei, Atropat. Atropat a participat în bătălie împreună cu trupele kadusi, sakaseni și albanii caucazieni, a condus detășamentele mediene. 
După Issos, Atropat nu a acceptat dependența față de Alexandru Macedon și a fost îndepărtat de putere. Însă noul guvernător Oxodat nu s-a dovedit de încredere și în 328 î.Hr. Alexandru l-a restaurat pe Atropat, care deja înțelese situația politică. 
Atropat, a fost un mare om de stat, care a reușit sa-și consolideze pozițiile și să pună bazele relațiilor cu cele mai mari uniuni de triburi din regiunile nordice ale Azerbaidjanului încă de pe timpul dominației ahemenizilor. Atropat, politician cumpătat și diplomat cu spirit de previziune, înțelegând pericolul luptei armate cu Alexandru Macedon, a ales calea tratativelor, apropierea de grecii macedoneni. El a intrat în legături de rudenie cu unul din cei mai apropiați camarazi de arme ai împăratului Macedoniei, Perdiccas, căruia i-a dat în căsătorie pe fiica sa. El l-a predat lui Alexandru Macedon pe medianul Bariax care s-a ridicat împotriva grecilor-macedoneni in scopul refăcerii Imperiului Persan (324 î.Hr.).
În timpurile furtunoase, când comandanții de oști ai lui Alexandru Macedon se luptau pentru putere, și ulterior în perioada dominației selevkiților, Atropat a reușit să mențină independența statului său. În scurt timp capitala Atropatenei a devenit Gazaka, în apropierea orașului Tabriz. Acest loc era socotit sfânt, aici aflându-se una din cele trei biserici ale focului care și-a păstrat importanța de centru cultural dinastic și în timpul Sasanizilor.
După moartea lui Alexandru Macedon (323 î.Hr.) satrapii se adună la Babilon pentru împărțirea imperiului. Atropatul, stabilit definitiv în Media Mică (viitoare Atropatena) nu dorește să participe la această ședință. Imperiul a fost moștenit de regentul Perdiccas, ginerele lui Atropat. Perdiccas nu a reușit să salveze imperiul de dezmembrare și a murit în 321 î.Hr. Imperiul a fost împărțit a două oară însă Atropatena a rămas afără de acest proces. 
După acest eveniment Atropatena (Media Mică) devine un stat independent și Atropat s-a declarat regele. Atropatena a fost primul stat scăpat de greci macedoneni.